# 神の像と肖
神の像と肖（かみのぞうとしょう）とは、正教会の「人間とは『神のイコン（像）』である」とする人間観の基礎となっている重要な概念。旧約聖書の創世記1章26節・27節において、神は自身の「像」と「肖」に従って人を創造したとされる記述があることを基にする。
西方教会の原罪論・全的堕落説と対比され、正教会と西方教会の間の重要な相違点となっている。
- 像…ギリシア語: εἰκών[2], ロシア語: образ[3], 英語: image
- 肖…ギリシア語: ὁμοίωσις[4], ロシア語: подобие[5], 英語: likeness

「神のかたち」「神の似姿」等と訳されることもあるが、日本正教会訳聖書では同種の語彙につき「像」と「肖」の訳語を用いており、他の日本正教会関連の出版物でもこの訳語が用いられる事が多い。

## 像・肖の概念

### 概要
神が言を以て、「像」と「肖」に従って人（男女）を造ったことが、上の創世記1章26節・27節に記されている。
「神の像」（ギリシア語: εἰκών）は「神に近づくための力や可能性や出発点」を、「神の肖」（ギリシア語: ὁμοίωσις）は「その実現や完成」を意味すると説明される。すなわち、人間は初めから完璧な者としてではなく、成長するものとして創られたとされる。
神の像は堕罪によって破損し、神の肖は堕罪によって失われたが、神の像は破損しつつも消滅せずに残っている。そのため、どんな人間でも神の像（イコン）であり続け、一人ひとりの人間はかけがえのない尊い存在であると正教会では理解される。

### 詳細
創世記1章に示されている、正教における「神」とは、至聖三者（三位一体の神）である。神が「我等」として自らを一人称複数で示しているのは、神の三位を示していると理解される。また「像」がギリシャ語聖書原文（七十人訳聖書）で単数であるのは、神の分かれざる一つの本質を示していると理解される。これらは至聖三者（三位一体の神）が旧約聖書において既に示されている箇所の一つであると正教会では理解される。
人間が、多様でかつ一人一人がかけがえのない「個」であること、他方で一つに一致し愛の交わりをもつことができるのは、人が至聖三者に似せて造られているからであるとされる。
神の像と肖の概念は、人が人と呼ばれるためには、神の力と働きの中に生きつつあるプロセスがなければならないことを意味するとされることもある。像と肖は共に神の恩寵により与えられる。像はどんな人生にもかかわらず失われないが、肖は人が意志と力により自分の中に取り入れなければならない。
「神の像と肖」「交わりとしての人間」「霊と肉体の全体性としての人間」が、正教会の人間観・救済観の根底にある人間理解であるとされる。

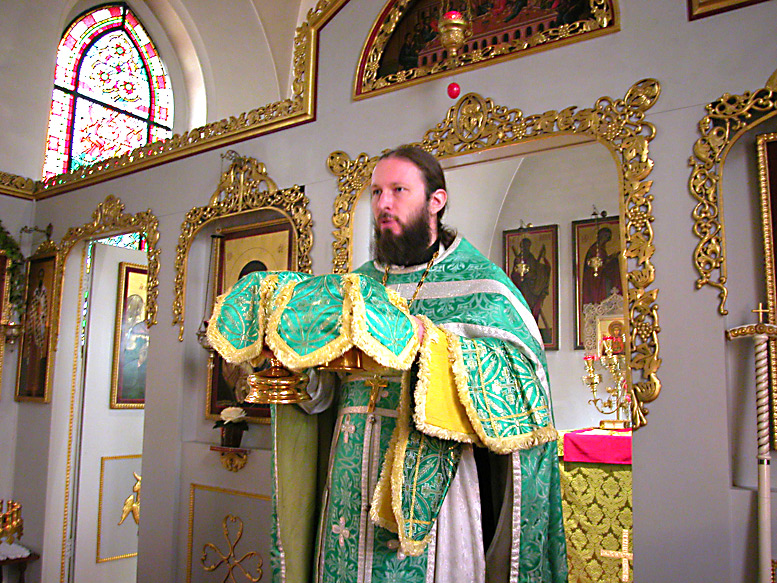
聖体礼儀の一場面：大聖入と呼ばれる部分（デュッセルドルフの生神女庇護教会）

ただし人間は洗礼機密・傅膏機密を受けて神の肖を得ていくプロセスに入ったとしても、なお罪を犯す存在であり、その回心のために痛悔機密が用意されている。
聖体機密（領聖・聖体礼儀）は、像と肖が神から恵まれる至高の場であるとも位置づけられる

### 聖書箇所
神の像と肖について書かれている聖書の箇所としては、先述の創世記1章26節・27節の他にもある。
- 「凡そ人の血を流す者は人に其血を流されん人は神の像に依りて造られたるに縁る」（人の血を流すものは、人に血を流される、神が自分のかたちに人を造られたゆえに。 創世記9章6節）[13]
- 「我等之を以て神及び父を祝讃し、亦之を以て神の肖に循ひて造られたる人々を詛ふ」（わたしたちは、この舌で父なる主をさんびし、また、その同じ舌で、神にかたどって造られた人間をのろっている。イアコフ公書（ヤコブの手紙）3章9節） [13]

創世記9章6節の記述はノイ（ノア）に対して言われたものであり、イアコフ公書は新約聖書のものである。すなわちアダムとエヴァ（イヴ）による堕罪の後にも、人には「像」が維持されていること、「肖」は意思によって求め得るものでありかつ罪により失い得るものであることの根拠として、正教会では理解される。

### 聖師父による説明

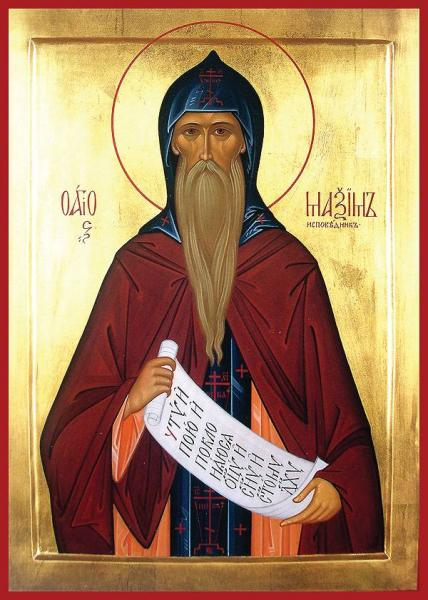
聖マクシムのイコン

- 表信者聖マクシモス（マクシム）によれば、像とは人間の創られたままのかたちを指し、肖とは、創られた人間が神の力と働きにあずかり、神との交わりの中に生きる過程を言うとされる[8]。

- 聖大マカリオス（マカリイ）は、「神は人の霊を聖神゜（聖霊）の善のかたちに造り、善行の定め、分別、知恵、思慮、信仰、愛、その他の善を聖神゜に似せてその霊に吹き込んだ」と述べた[6]。

- ニュッサのグレゴリオス（ニッサのグリゴリイ）は、「人は神に似るため、すべての能力を世界の"耕作"、創造、善行、愛によって実現しなければならない。善なる生活の極限が神に似ることだからである。」と述べた[6]。

- ダマスコのイオアン（ヨアンネス）は、「『像』は自由意志により得られる知恵を意味し、『肖』は善行により出来る限り類似することを意味する」と述べた[6]。

### 奉神礼への反映

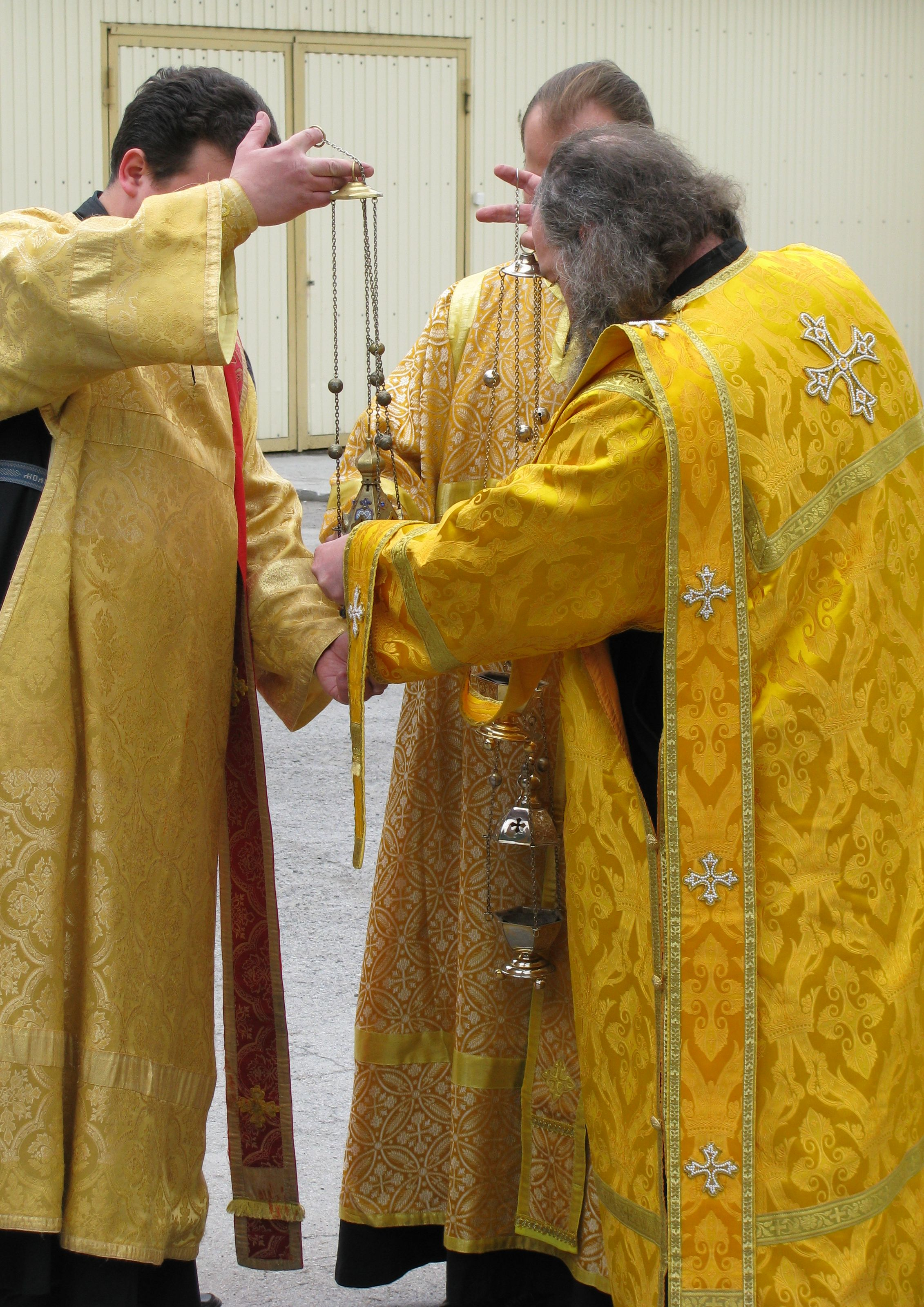
振り香炉を準備する輔祭達。ステハリを着用し、オラリを肩から垂らしている。

正教会における奉神礼では、振り香炉を用いた炉儀が行われる。これは祭品（聖体礼儀においてささげられたパンと葡萄酒）、宝座、福音経、イコンなどに行われるが、さらに神品 (正教会の聖職)、および会衆にも炉儀が行われる。
神品・会衆といった人間に炉儀が行われるのは、どんな人間にも神の像が失われずに残存しているとする正教会の理解の反映であり、人間のもつ神の像への敬意を表すものとされる。
また各種祈祷書中の祈祷文に、人が神の像と肖によって造られたことついての言及がなされている。

### 神成
正教会においては、神の像として、人は終わりなく成長し発展し、限りなく尽きることなく人は神に似ていくとされる。神に似てゆくことは「神の本性に与る」ことであるとされ、「終わりなく」「限りなく」「尽きることなく」と言われるのは、神が永遠であるからであると理解される。聖書上の根拠としてペトル後書（ペトロの手紙二）1章4節が挙げられる。
正教会は、人が神の本性に与るようになることを、神成（神化・テオシス）と呼ぶ。

## 救い
正教会においては、「罪」は神との分離、神の像の破損であると捉えられる。「救い」は神との一致・神の像の回復、悪魔の敗北、苦難の終結、死の死滅であるとされる。イイスス・ハリストス（イエス・キリスト）による十字架と復活によって救いが成し遂げられたと正教会では理解される。
正教会においては、ハリストスの救いに与るか拒絶するかは人間の自由意志にかかっているが、救いは神によってのみ可能であるとされる。人間は神との共働（シネルギア）によって生活し成長し信仰し救われると正教会は教える。

## 他教派との違い・比較

### 正教会における「神の像」・西方教会の全的堕落説
正教会は、堕罪によって人間からは自由意志が失われているとするアウグスティヌスによる理解や、ルターおよびカルヴァンらが主張したような全的堕落といった理解を採らない。一定の範囲のプロテスタントが主張する全的堕落説によれば、人間の本性は根から堕落して全面的な腐敗を被っているとされるが、正教会ではこのような見解は認められない（西方教会における原罪・堕落を巡る主張内容も一様ではなく、温度差を含む様々な見解がある）。
正教会は「神の像は昏昧（こんまい）したのであって絶滅したのではない」「肖は失われたが像は失われていない」と主張する。また人間の誰もがハリストス（キリスト）の救いに手を差し伸べる自由意志を保持しているとする。
高橋保行は、西方教会の人間観を指して「西の原罪説」、正教会の人間観を指して「東の性善説」として対比して言及している（正教会にも原罪観は無い訳ではないが、捉え方が異なっている）。
ただしここにおける「性善説」とは、人が独力で善に向かうことを意味してはいない。正教会は、神の救いに応える人の自由意志と力が、神の像である人からは失われていないという見方を採る。
正教会は、エルサレムの聖キュリロスによる「（各人は）その行うことを実行する力を持っている。貴方は罪を犯すために生まれてきたのではないからだ。」「悪魔は悪へのほのめかしを行うことは出来る。しかし、貴方を貴方自身の意志に背かせる事は出来ない。」との言を採る。

### 日本正教会訳聖書以外の日本語訳聖書
正教会以外の教派・媒体による各種聖書翻訳（文語訳聖書、口語訳聖書、新共同訳聖書、新改訳聖書、バルバロ訳聖書、フランシスコ会訳聖書など）も、底本の違いはあるとはいえ聖書翻訳である以上、同じ箇所の翻訳を含むが、対応するギリシャ語の単語に一対一対応する訳語を定めて当てはめているのは、日本正教会訳聖書のみである（個人訳では同様の手法をとっているものは存在する）
たとえば日本聖書協会による口語訳聖書では同じ箇所について、「神はまた言われた、「われわれのかたちに、われわれにかたどって人を造り」」（1章26節）「神は自分のかたちに人を創造された。すなわち、神のかたちに創造し、男と女とに創造された。」（1章27節）と訳している。

## ドストエフスキーの『カラマーゾフの兄弟』
フョードル・ドストエフスキーの作品は正教会側からも高く評価されるものであり、時には「正教の神髄の代弁」とまで評され、特に『カラマーゾフの兄弟』については、正教会における人間の救いについての基本的な考えが一応網羅されているとされる。
『カラマーゾフの兄弟』のКНИГА ШЕСТАЯ II. в（原卓也訳：新潮文庫版では中巻 第六編 二 C、90頁）には、ゾシマ長老の回想中の文言として、"В самом деле, чем я так стóю, чтобы другой человек, такой же как я образ и подобие божие, мне служил?"（実際、私に何の値打ちがあって、他の人、私と同じように神の像と肖である人が、私に仕えたのだろう？）との一節がある。